# Раковски (стадион, София)
Вижте пояснителната страница за други значения на Раковски.
„Раковски“ е стадион, намиращ се в квартал „Иван Вазов“ в София, собственост на Министерството на вътрешните работи на България.
Стадионът разполага с 5000 седящи места. Построен е през 1955 г. Първоначалното му име е „Торпедо“. През сезон 1956 се използва от „Завод 12“.
След като „Завод 12“ е обединен със „Славия“, стадионът става собственост на „Спартак“, като компенсация за построяването на националния стадион „Васил Левски“ върху стадион „Юнак“ на „Спартак“, и е преименуван на „Раковски“. Стадионът е закрит през 1991 г.